# Gizmo5
Gizmo5 (anteriormente conhecida como Gizmo Project) é um software que permite comunicação pela Internet através de conexões de voz sobre IP (VoIP).

## Gratuito para chamadas fixo/tele móvel
Gizmo5 oferece chamadas gratuitas a partir de um computador para a fixo/tele móveis Gizmo5 de outros usuários, mas com restrições que não são inteiramente divulgados. Por exemplo, atualmente apenas 11% dos números de telefone nos Estados Unidos, são elegíveis para receber uma chamada gratuita Backdoor de Gizmo5. Como resultado, as contas pode alternar entre um estado qualificado e não qualificado, sem aviso prévio. Em Março de 2009, o Backdoor serviço já não está disponível. Gizmo5 tem ainda a publicar esta informação no seu site.